# Đền Bia
Đền Bia một ngôi đền tại xã Cẩm Văn, huyện Cẩm Giàng, tỉnh Hải Dương, Việt Nam. Đây là một trong 3 di tích quốc gia đặc biệt thờ Đại danh y – Thiền sư Tuệ Tĩnh tại huyện Cẩm Giàng (cùng với Đền Xưa và Chùa Giám).
Đền Bia nằm trên cánh đồng phía tây thôn Văn Thai, xã Cẩm Văn. Trong đền có tấm bia đá từ thời Hậu Lê, là di vật kỷ niệm của danh y Tuệ Tĩnh nên đền có tên là Đền Bia.
Đền được xây dựng từ thời Lê, xây dựng lại vào năm 1936, theo kiểu tiền nhất Hậu chữ Đinh (丁) mặt tiền quay về hướng Bắc. Ngày nay đền Bia là một công trình khang trang bề thế tọa lạc trên một diện tích rộng 4 ha, được phân làm 3 khu vực với đầy đủ các hạng mục công trình chính và phụ trợ:
- Khu thờ tự gồm 5 công trình: nghi môn, thủy lăng, bức bình phong bằng đá, hai bên là hai dãy tả vu, hữu vu
- Khu y xá gồm ba công trình: nhà bắt mạch kê đơn thuốc, nhà bốc thuốc và nhà chẩn trị
- Khu vườn thuốc: đây là một vườn thuốc Nam rộng 1.200 m², được chia làm 9 ô tương ứng với 9 bài thuốc là 9 nhóm bệnh theo hướng dẫn của Bộ Y tế gồm: cảm sốt, mụn nhọt, điều kinh, đau nhức xương khớp, ho, kiết lỵ, tiêu chảy, sốt xuất huyết và viêm gan siêu vi trùng.